# Romeinse Trilogie
De Romeinse trilogie van de Italiaanse componist Ottorino Respighi is een cyclus van drie symfonische gedichten in suitevorm waarin de stad Rome centraal staat. Het betreft de werken Fontane di Roma (Fonteinen van Rome), Pini di Roma (Pijnbomen van Rome) en Feste romane (Romeinse feesten).

## Fontane di Roma

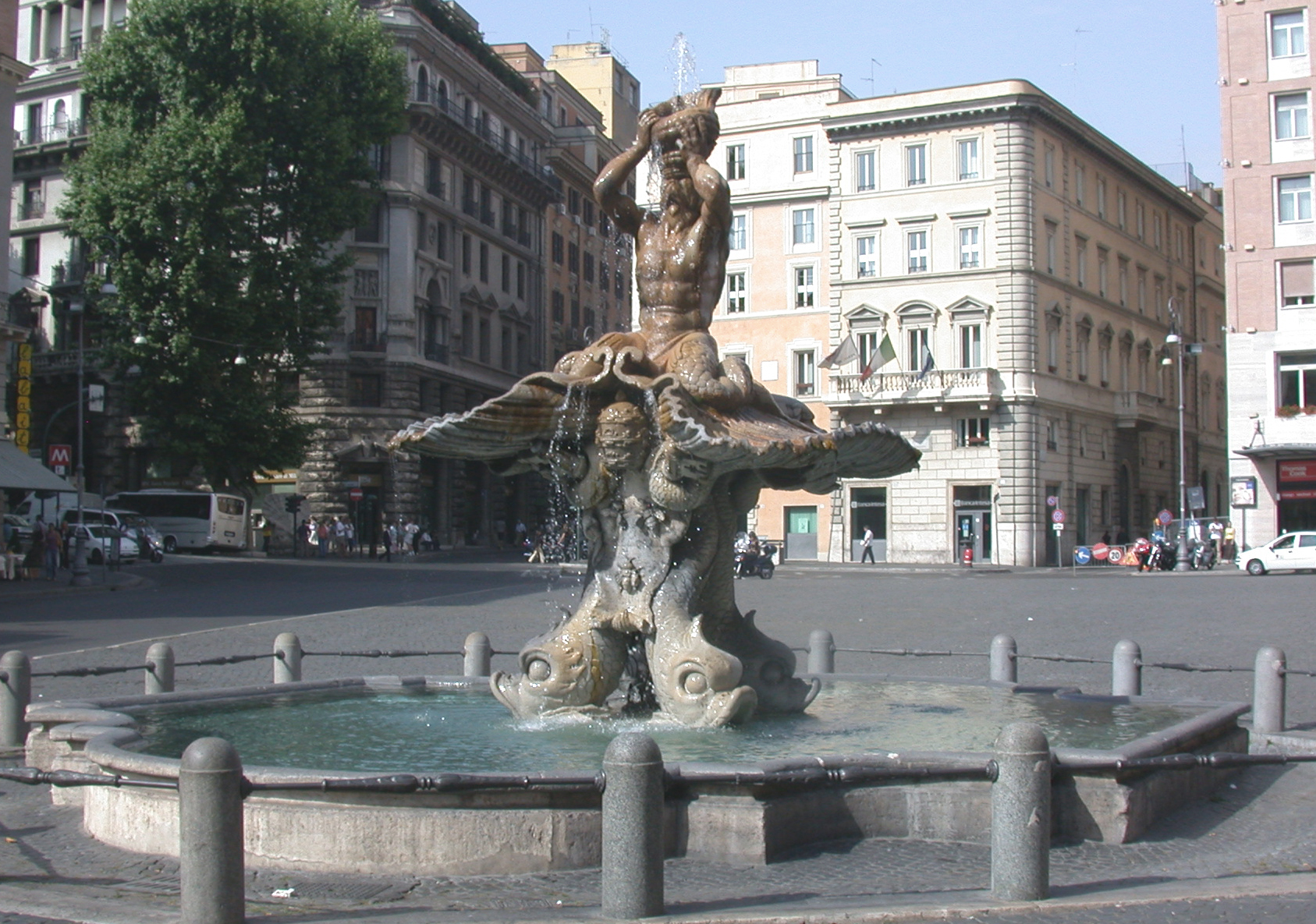
La fontana del Tritone

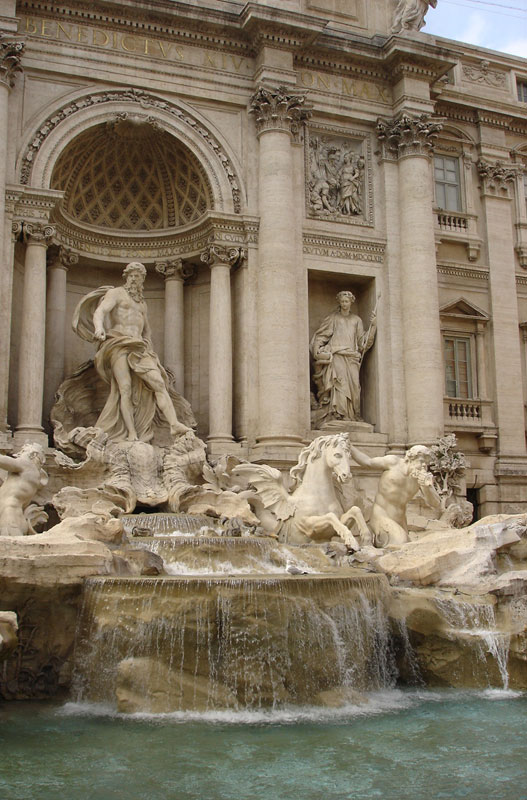
La fontana di Trevi

Fontane di Roma (P106) is gecomponeerd tussen 1914 en 1916 nadat Respighi zich in 1913 gevestigd had als professor voor compositie bij het Liceo Musicale di Santa Cecilia in Rome. Rome was toen het centrum van het Italiaanse orkestleven, dat traditioneel nogal dun is gezien de dominante rol die opera in Italië inneemt. Het succes van deze compositie spoorde Respighi aan verder te gaan met orkestraal componeren en dit heeft hem geen windeieren gelegd. In 1919 werd het Liceo het conservatorium Santa Cecilia en Respighi werd daar in 1923 directeur van. Tijdens deze (administratieve) erebaan die hij drie jaar uitoefende componeerde hij Pini di Roma en met het wereldwijde succes van deze suite werd hij steenrijk.
De orkestratie van dit werk is als volgt:
2 fluiten (één speelt ook piccolo), 2 hobo’s (één speelt ook Engelse hoorn), 2 klarinetten (één speelt ook basklarinet), 2 fagotten, 4 hoorns, 3 trompetten, 3 trombones, tuba, pauken, slagwerk, harp en strijkers.
De delen zijn:
La fontana di Valle Giullia all’alba
Dit is een muzikale beschrijving van deze fonteinen tijdens het ochtendgloren. Ten tijde van deze compositie lagen deze fonteinen nog in een rustige pastorale omgeving, maar ze zijn nadien opgeslokt door een voorstadsgedeelte van Rome. Het orkest wordt langzaam wakker. We horen murmelende strijkersfiguren en in de verte beschrijft Respighi het passeren van het vee dat in de ochtendmist naar de wei wordt gedreven.
La fontana di Tritone al mattino
De majestueuze Fontana del Tritone aan de Piazza Barberini horen we in het scherpe zonlicht van de ochtend. Respighi haalde zijn inspiratie uit het eerste boek van Ovidius’ Metamorfosen, evenals de maker van deze fontein, Gian Lorenzo Bernini.
La fontana di Trevi al meriggio
Midden op de dag speelt zich deze hommage aan de Trevifontein af. Er is door de vele koperfanfares een sterke beschrijving van de kracht van deze fontein, de voortdurende uithalen met het slagwerk (op een golvende manier) beschrijven Neptunus onder de Romeinse triomfboog.
La fontana di Villa Medici al tramonto
De bescheiden fontein, die op de top van een heuvel is gebouwd die over de Sint Pieter kijkt, wordt in dit deel beschreven tijdens de zonsondergang. Men hoort in de orkestratie de zachte avondbries, een aantal gracieuze vogels zingen en de sterretjes twinkelen door een gelikte combinatie van strijkersfiguren met houtblazers. Het werk sterft uit op een wijze die tegengesteld is aan hoe  het begonnen is.

## Pini di Roma
Pini di Roma (P141) is gecomponeerd in 1923 en in deze suite gaat Respighi verder op zijn pad met briljante orkestwerken. De orkestratie, die in Fontana nog uitgaat van een klassiek orkest, is hier sterk uitgebreid met slagwerk en meer gewicht in de strijkers. De muziek is één en al pracht en praal en uiterlijk vertoon.
De orkestratie van dit werk is als volgt:
3 fluiten (één speelt ook piccolo), 2 hobo’s, Engelse hoorn, 2 klarinetten, basklarinet, 2 fagotten, contrafagot, 4 hoorns, 3 trompetten, 3 trombones, tuba, pauken, slagwerk, harp, piano, celesta, orgel, een band met geluiden van de nachtegaal en strijkers.
Daarbij is een ensemble van 6 koperblazers toegevoegd die van veraf moet spelen (een zogenoemd Fernorchester).
De delen zijn:
I pini di Villa Borghese
Kinderen spelen rond de bomen en we horen hen dansen, spelen en springen (zeer snelle afwisselingen tussen koper- en houtblazers).
Pini presso una catacomba
Hier een serene en sombere scène die zich opbouwt tot een hymne die men moet interpreteren alsof ze uit de catacomben komt.
I pini dei Gianicolo (Janiculum)
Hier muziek die de nachtelijke sfeer met behulp van een soloklarinet weergeeft. In het stuk moet met behulp van een bandopname een nachtegaal zingen. Voor de tijd waarin dit stuk is gecomponeerd was dit een zeer vooruitstrevende technische toepassing.
I pini della Via Appia
Dit deel beschrijft de Romeinse legioenen die ’s ochtends langs de Via Appia de stad uittrekken. Het gehalte aan trompetfanfares is hoog en de sfeer die geschapen wordt kan direct naar de Romeins geïnspireerde films als Spartacus en Ben-Hur worden overgebracht. Mussolini was gek op Respighi’s muziek en vanuit dit stuk bezien is dit begrijpelijk. Respighi was echter in politiek opzicht een naïef persoon en de mogelijke interpretatie bij deze muziek, die van een fascistische parade, is slechts muzikaal spierballenwerk en werd later door Mussolini’s propagandamachine misbruikt en verheerlijkt.

## Feste romane
Feste romane (P157) is gecomponeerd in 1928 en is het hoogtepunt van de cyclus. Het orkest is nog verder uitgebreid en moet met minstens 85 musici worden bezet.
De orkestratie van dit werk is als volgt:
3 fluiten (één speelt ook piccolo), 2 hobo’s, Engelse hoorn, 2 klarinetten, basklarinet, klarinet in E, 2 fagotten, contrafagot, 4 hoorns, 4 trompetten (3 spelen ook bucine), 3 trombones, tuba, pauken, slagwerk, xylofoon, piano 4-handig, orgel, mandoline en strijkers.
De delen zijn:
Circenses (circussen)
In tegenstelling tot de opening van Fontane di Roma, is dit deel allesbehalve sereen. We komen direct terecht in een bloedige gevechtsscène die in films als Gladiator goed zou passen. De wereld van gevechten met leeuwen en wegenrennen is direct duidelijk door de massieve koperblazers en Respighi begint het optreden met een sombere mars: de gladiatoren betreden de arena. De wilde beesten brullen hongerig en het publiek schreeuwt en klapt op de banken.
Il giubileo (de viering van het jubeljaar)
In dit deel horen we middeleeuwse pelgrims die de lange tocht naar Rome maken. Het openingsmotief, dat met doloroso e stanco (droevig en vermoeid) wordt aangegeven, vangt de stemming onder de reizigers. Op het moment dat zij in de verte Rome zien knielen zij en zingen in adoratie. De klokken die Respighi in dit deel gebruikt geven uiting aan de opluchting van de pelgrims.
L’Ottobrata (Oogstfeest of oktoberfeest)
Het oogstfeest wordt groots gevierd met dansen en zingen in de open lucht (met dank aan het goede Romeinse klimaat).
La Befana
De apotheose is weer één en al cinematografisch effect waarin duizenden mensen worden geportretteerd die samenscholen op Rome’s Piazza Navona in de avond voor Driekoningen. Dansen, straatmuzikanten en goochelaars, een orgelman, alles is feest. Het is alsof aan het einde de camera zich van het publiek afwendt om alle mensen te laten zien die zich in één slotlied verenigen.